# Brésil aux Jeux paralympiques d'été de 2012
Le Brésil participe aux Jeux paralympiques d'été de 2012 à Londres. 
C'est sa 11e participation aux Jeux paralympiques d'été.
Lors des Jeux paralympiques de 2008, le Brésil a terminé 9e au classement général des médailles.

## Médaillés

### Médailles d'or
| Sport               | Discipline                      | Athlète(s)                                                                              | Performance        | Date               |
| Médailles d'or : 21 |                                 |                                                                                         |                    |                    |
| Athlétisme          | 200 m hommes T44                | Alan Fonteles Cardoso Oliveira                                                          | 21 s 45            | 2 septembre 2012   |
| Athlétisme          | 200 m femmes T11                | Terezinha Guilhermina Guilherme Soares de Santana (guide)                               | 24 s 82 (RP)       | 2 septembre 2012   |
| Athlétisme          | 200 m hommes T46                | Yohansson Nascimento                                                                    | 22 s 05 (RM)       | 2 septembre 2012   |
| Athlétisme          | 200 m hommes T11                | Felipe Gomes Leonardo Souza Lopes (guide)                                               | 22 s 97            | 4 septembre 2012   |
| Athlétisme          | 100 m femmes T11                | Terezinha Guilhermina Guilherme Soares de Santana (guide)                               | 12 s 01 (RM)       | 5 septembre 2012   |
| Athlétisme          | Lancer du javelot femmes F37/38 | Shirlene Coelho                                                                         | 37 s 86 (RM)       | 8 septembre 2012   |
| Athlétisme          | Marathon hommes T46             | Tito Sena                                                                               | 2 h 30 min 40 s    | 9 septembre 2012   |
| Boccia              | Mixte BC4                       | Dirceu Pinto Eliseu dos Santos                                                          | 5 - 3              | 4 septembre 2012   |
| Boccia              | Individuel mixte BC2            | Maciel Sousa Santos                                                                     | 8 - 0              | 8 septembre 2012   |
| Boccia              | Individuel mixte BC4            | Eliseu Dos Santos                                                                       | 5 - 3              | 8 septembre 2012   |
| Escrime             | Épée individuelle hommes B      | Jovane Silva Guissone                                                                   | 15 - 14            | 5 septembre 2012   |
| Football à 5        | Tournoi masculin                | Fabio Luiz Daniel Emerson Gledson Cassio Marcos Jose Jeferson Severino Ricardo Raimundo | 2 - 0              | 8 septembre 2012   |
| Natation            | 50 m nage libre hommes S5       | Daniel Dias                                                                             | 32 s 05 (RM)       | 30 août 2012       |
| Natation            | 50 m nage libre hommes S10      | André Brasil                                                                            | 23 s 16 (RM)       | 31 août 2012       |
| Natation            | 200 m nage libre hommes S5      | Daniel Dias                                                                             | 2 min 27 s 83 (RP) | 1er septembre 2012 |
| Natation            | 100 m papillon S10              | André Brasil                                                                            | 56 s 35 (RP)       | 1er septembre 2012 |
| Natation            | 100 m brasse hommes SB4         | Daniel Dias                                                                             | 1 min 32 s 27 (RM) | 4 septembre 2012   |
| Natation            | 100 m nage libre hommes S10     | André Brasil                                                                            | 51 s 07 (RP)       | 6 septembre 2012   |
| Natation            | 50 m dos hommes S5              | Daniel Dias                                                                             | 34 s 99 (RM)       | 6 septembre 2012   |
| Natation            | 100 m nage libre S5             | Daniel Dias                                                                             | 1 min 09 s 35      | 8 septembre 2012   |
| Natation            | 50 m papillon hommes S5         | Daniel Dias                                                                             | 34 s 15 (RM)       | 7 septembre 2012   |

### Médailles d'argent
| Sport                   | Discipline                           | Athlète(s) | Performance   | Date             |
| Médailles d'argent : 14 |                                      | |               |                  |
| Athlétisme              | 200 m femmes T11                     | Jerusa Geber Santos Luiz Henrique Barboza Da Silva (guide)                                                                                     | 26 s 32       | 2 septembre 2012 |
| Athlétisme              | 1 500 m hommes T11                   | Odair Santos Carlos Antonio dos Santos (guide)                                                                                                 | 4 min 03 s 66 | 3 septembre 2012 |
| Athlétisme              | 200 m hommes T11                     | Felipe Gomes Leonardo Souza Lopes (guide) | 22 s 97       | 4 septembre 2012 |
| Athlétisme              | 400 m hommes T46                     | Yohansson Nascimento | 49 s 21 (RM)  | 4 septembre 2012 |
| Athlétisme              | 100 m femmes T11                     | Jerusa Geber Santos Luiz Henrique Barboza Da Silva (guide)                                                                                     | 12 s 75       | 5 septembre 2012 |
| Athlétisme              | 400 m hommes T11                     | Lucas Prado Laercio Alves Martins (guide) | 51 s 44       | 7 septembre 2012 |
| Athlétisme              | 100 m hommes T11                     | Lucas Prado Justino Barbosa dos Santos (guide)                                                                                                 | 11 s 25       | 8 septembre 2012 |
| Athlétisme              | Lancer du javelot hommes F57/58      | Claudiney Batista dos Santos | 45,38 m (RM)  | 8 septembre 2012 |
| Goalball                | Tournoi masculin                     | José Ferreira de Oliveira Almeida Maciel Celente Leomon Moreno da Silva Romário Diego Marques Filippe Santos Silvestre Leandro Moreno da Silva | 1 - 8         | 7 septembre 2012 |
| Judo                    | Moins de 57 kg femmes                | Lucia da Silva Teixeira | 000 - 100     | 31 août 2012     |
| Natation                | 200 m 4 nages individuel hommes SM10 | André Brasil | 2 min 12 s 36 | 30 août 2012     |
| Natation                | 100 m dos hommes S10                 | André Brasil | 1 min 00 s 11 | 4 septembre 2012 |
| Natation                | 100 m nage libre S10                 | Phelipe Andrews Melo Rodrigues | 52 s 42       | 6 septembre 2012 |
| Natation                | 50 m dos femmes S4                   | Edenia Garcia | 53 s 85       | 6 septembre 2012 |

### Médailles de bronze
| Sport                   | Discipline                  | Athlète(s)                                         | Performance  | Date               |
| Médailles de bronze : 8 |                             |                                                    |              |                    |
| Athlétisme              | Lancer du disque hommes F40 | Jonathan de Souza Santos                           | 40,49 m      | 4 septembre 2012   |
| Athlétisme              | 100 m femmes T11            | Jhulia Santos Fabio Dias de Oliveira Silva (guide) | 12 s 76      | 5 septembre 2012   |
| Athlétisme              | 100 m hommes T11            | Lucas Prado Leonardo Souza Lopes (guide)           | 11 s 27      | 8 septembre 2012   |
| Boccia                  | Individuel mixte BC4        | Eliseu dos Santos                                  | 5 - 3        | 8 septembre 2012   |
| Judo                    | Moins de 52 kg femmes       | Michele Ferreira                                   | 100 - 000    | 30 août 2012       |
| Judo                    | Moins de 63 kg femmes       | Daniele Bernardes Milan                            | 100 - 001    | 31 août 2012       |
| Judo                    | Moins de 100 kg hommes      | Antonio Tenorio                                    | 1003 - 104   | 1er septembre 2012 |
| Natation                | 50 m papillon femmes S5     | Joana Maria Silva                                  | 146 s 62 RAm | 7 septembre 2012   |

### Athlètes plusieurs fois médaillés
Liste des athlètes paralympiques américains ayant obtenu au moins 2 médailles.
|   | Athlète               | Sport      |   |   |   | Total |
| - | --------------------- | ---------- | - | - | - | ----- |
| 1 | Daniel Dias           | Natation   | 6 | - | - | 6     |
| 2 | André Brasil          | Natation   | 3 | 2 | - | 5     |
| 3 | Eliseu dos Santos     | Boccia     | 2 | - | 1 | 3     |
| 4 | Terezinha Guilhermina | Athlétisme | 2 | - | - | 2     |
| 5 | Felipe Gomes          | Athlétisme | 1 | 1 | - | 2     |
| 5 | Yohansson Nascimento  | Athlétisme | 1 | 1 | - | 2     |
| 7 | Lucas Prado           | Athlétisme | - | 2 | 1 | 3     |
| 8 | Jerusa Geber Santos   | Athlétisme | - | 2 | - | 2     |

### Médailles par sport
| Sport      |    |    |   | Total |
| Athlétisme | 7  | 8  | 3 | 18    |
| Boccia     | 3  | -  | 1 | 4     |
| Escrime    | 1  | -  | - | 1     |
| Football   | 1  | -  | - | 1     |
| Goalball   | -  | 1  | - | 1     |
| Judo       | -  | 1  | 3 | 4     |
| Natation   | 9  | 4  | 1 | 14    |
| Total      | 21 | 14 | 8 | 43    |

## Athlétisme
Femmes
- Izabela Campos
- Shirlene Coelho
- Alice de Oliveira Correa
- Sheila Finder
- Terezinha Guilhermina
- Marivana Oliveira
- Jenifer Santos
- Jerusa Geber Santos
- Jhulia Santos
- Joana Helena Silva
- Viviane Soares

Hommes
- Vanderson Alves da Silva
- Andre Andrade
- Claudiney Batista dos Santos
- Ozivam Bonfim
- Marco Aurelio Borges
- Luciano dos Santos Pereira
- Lucas Ferrari
- Felipe Gomes
- Yohansson Nascimento
- Alan Fonteles Cardoso Oliveira
- Andre Oliveira
- Edson Pinheiro
- Lucas Prado
- Flavio Reitz
- Claudemir Santos
- Jonathan de Souza Santos
- Odair Santos
- Tito Sena
- Ariosvaldo Fernandes Silva
- Carlos J Barto Silva
- Daniel Silva
- Thierb Siquiera
- Antonio Souza
- Emicarlo Souza
- Paulo Souza

## Aviron
Femmes
- Josiane Lima
- Norma Moura
- Claudia Santos
- Regiane Silva

Hommes
- Maurício Abreu Carlos
- Jairo Klug
- Luciano Luna de Oliveira
- Luciano Pires
- Isaac Ribeiro

## Basket-ball en fauteuil
Femmes
- Vileide Brito de Almeida
- Lucicleia da Costa e Costa
- Naildes de Jesus Mafra
- Cleonete de Nazare Santos
- Perla dos Santos Assuncao
- Debora Cristina Guimaraes da Costa
- Paola Klokler
- Cintia Mariana Lopes de Carvalho
- Rosalia Ramos da Silva
- Geisa Rodrigues Vieira
- Andreia Cristina Santa Rosa Farias
- Lia Maria Soares Martins

## Boccia
Femmes
- Luisa Lisboa dos Reis
- Daniele Martins
- Natali Mello de Faria

Hommes
- Jose Carlos Chagas de Oliveira
- Eliseu dos Santos
- Dirceu Jose Pinto
- Maciel Sousa Santos

## Cyclisme
- Soelito Gohr
- Joao Alberto Schwindt Filho

## Équitation
- Marcos Fernandes Alves
- Sergio Froes Ribeiro de Oliva
- Elisa Malaranci
- Davi Salazar Pessoa Mesquita

## Escrime
- Jovane Silva Guissone

## Football à 5
Hommes
- Marcos Jose Alves Felipe
- Raimundo Nonato Alves Mendes
- Jeferson da Conceição Gonçalves
- Gledson Fa Paixao Barros
- Severino Gabriel da Silva
- Daniel Dantas da Silva
- Emerson de Carvalho
- Cássio Lopes dos Reis
- Fábio Luiz Ribeiro de Vasconcelos
- Ricardo Steinmetz Alves

## Football à 7
Hommes
- Ronaldo Almeida de Souza
- Fernandes Celso Alves Vieira
- Jan Francisco Brito da Caosta
- Marcos Yuri Cabral da Costa
- Luciano da Costa Silva
- Jorge Luiz da Silva
- Fabio da Silva Bordignon
- Marcos dos Santos Ferreira
- Yurig Gregory dos Santos Ribeiro
- Jose Carlos Monteiro Guimaraes
- Wanderson Silva de Oliveira
- Mateus Francisco Tostes Calvo

## Goalball
Femmes
- Neusimar Clemente dos Santos
- Ana Carolina Duarte Ruas Custodio
- Denise Daniele Batista de Souza
- Márcia Bonfim Viera dos Santos
- Gleyse Priscila Portioli de Souza
- Claudia Paula G de Amorim Oliveira

Hommes
- José Roberto Ferreira de Oliveira
- Alexsander Almeida Maciel Celente
- Leomon Moreno da Silva
- Romário Diego Marques
- Fillipe Santos Silvestre
- Leandro Moreno da Silva

## Haltérophilie
Femmes
- Josilene Ferreira
- Márcia Cristina Menezes

Hommes
- Bruno Carra
- Rodrigo Marques
- Alexsander Whitaker

## Judo
Femmes
- Daniele Bernardes Milan
- Lúcia da Silva Teixeira
- Michele Ferreira
- Karla Ferreira Cardoso
- Deanne Silva de Almeida

Hommes
- Harlley Damiao Pereira
- Roberto Julian Santos
- Wilians Silva
- Antônio Tenório

## Natation
Femmes
- Veronica Almeida
- Leticia Freitas
- Edenia Garcia
- Susana Ribeiro
- Joana Maria Silva
- Raquel Viel

Hommes
- Francisco Avelino
- André Brasil
- Ronystony Cordeiro Da Silva
- Adriano de Lima
- Daniel Dias
- Carlos Farrenberg
- Carlos Alberto Lopes Maciel
- Caio Oliveira
- Italo Pereira
- Phelipe Andrews Melo Rodrigues
- Ronaldo Santos
- Clodoaldo Silva
- Matheus Souza
- Ivanildo Vasconcelos

## Tennis en fauteuil
Femmes
- Natalia Mayara

Hommes
- Daniel Alves Rodrigues
- Rafael Medeiros Gomes
- Maurício Pomme
- Carlos Santos

## Tennis de table
Femmes
- Bruna Alexandre
- Iliane Faust
- Joyce Oliveira
- Maria Passos
- Jane Rodrigues

Hommes
- Eziquiel Babes
- Carlos Carbinatti
- Iranildo Espindola
- Welder Knaf
- Lucas Maciel
- Carlo Michell
- Paulo Salmin
- Claudiomiro Segatto
- Ronaldo Souza

## Tir
Hommes
- Carlos Garletti

## Voile
- Elaine Cunha
- Bruno Landgraf

## Volley-ball
Femmes
- Ana Paula Alves
- Graciana Alves
- Jani Batista
- Janaina Cunha
- Paula Herts
- Gilvania Lima
- Suellen Lima
- Gabrielle Marchi
- Aderlandi Silva
- Adria Silva
- Nathalie Silva

Hommes
- Carlos Barbosa
- Rogerio Camargo
- Giovani de Freitas
- Levi Cesar Gomes
- Deivisson Ladeira
- Renato Leite
- Gilberto Lourenco
- Wescley Oliveira
- Wellington Platini
- Anderson Ribas
- Daniel Silva